# D905i
FOMA D905i（フォーマ・ディー きゅう まる ご アイ）は、三菱電機によって開発された、NTTドコモの第三世代携帯電話 (FOMA) 端末である。

## 概要
- Dシリーズとして初めてFOMAハイスピードに対応した。端末の形状は、従来のFOMA D90xiシリーズを踏襲したものとなっており、スライド型である。Dシリーズとしては最も大きい3.1インチフルワイドVGA液晶を搭載した。また過去の機種よりコントラスト比も約1.3倍となっている。またNatural Color Matrix[1]という画像や映像コンテンツをより自然で鮮やかな色調に変換するものも搭載した。画面解像度がワイドVGAになったことにより、フォントやメニュー画面などもVGA対応され、デザイン性・実用性・エンターテイメント性の高いメニュー画面をプリインストールし、フォントも過去の機種から使用されていたゴシック体（新ゴ）のほかに楷書体・はせトッポ体と3つある。

- 外部メモリーは規格上限の2GBまで（ドコモ発表）のmicroSDに対応。Dシリーズでは初めて、microSDへのワンセグ録画に対応している。[2]カメラ性能は、CMOS約320万画素で、オートフォーカスや手ブレ補正に対応している。また、独自機能として翻訳リーダーを搭載し、英語や中国語、韓国語で書かれた文字をカメラで撮るだけで単語ごとに自動翻訳する。名刺リーダーも搭載する。テレビ電話用のサブカメラはCMOS約10万画素を搭載している。

- ワンセグ機能としては録画したワンセグ放送を見たいところだけ再生できる「ハイライト再生」に対応している。CMなどカットが出来る「オートカット機能」（この機能は、同社製DVDレコーダー「楽レコシリーズ」にも搭載されている）・「スポーツモード」・「ミュージックモード」などの機能を備える[3]。また周囲の環境や映像コンテンツによる明るさをダブルで明るさをコントロールできる。ワンセグのマルチウィンドウにも対応した。

- モーションコントロールセンサーについてはD904iで既に対応していたミュージック、メール、iモーションに加えワンセグ、PDFが、iアプリに関しても「かざす」「手を振る」といった動作に対応するようになった。モーションコントロールセンサーの機能を生かした端末画面に指先で軽く二回叩くとマチキャラが反応する「タップ機能」が新搭載した。

- FOMAハイスピードに対応したことより、Music&Videoチャネルの利用も出来る様になった。Windows Media Audio形式の音楽ファイル再生に対応、またデジタル著作権管理（Digital Rights Management）に対応している事により、Napster等の有料音楽配信サイトの利用も出来る。「うたホーダイ」にも対応。引き続きFMラジオも受信可能で「NOW PLAYING情報」取得機能により、気に入った曲すばやくダウンロードすることが出来る。

- F905iとともに、久方ぶりに2タッチ入力（ポケベル打ち）に対応している。和英・英和・国語辞典に加えて、カタカナ発音入りの日韓と日中の辞典が新たに追加された。もちろん「ダウンロード辞書」も健在し、メーカーサイトから取得出来る。

- キーバックライトは、オレンジ色に光る。

- 2008年3月3日に三菱電機が携帯電話事業から撤退することが発表された。それに伴いこの機種がD9xxシリーズの最後の機種となった。またDシリーズの機種としてGSMローミング及びHSDPA（FOMAハイスピード）、フルワイドVGA液晶の搭載も最初で最後となっている。そのため、発売から五年近く経過した2012年12月現在でも非常に人気が高く、根強いファンがいる。

| 主な対応サービス           | 主な対応サービス                    | 主な対応サービス                | 主な対応サービス                       |
| -------------------------- | ----------------------------------- | ------------------------------- | -------------------------------------- |
| DCMX／おサイフケータイ     | うた・ホーダイ                      | 着うたフル／着うた              | デジタルオーディオプレーヤー(WMA)(AAC) |
| 直感ゲーム／メガiアプリ    | Music&Videoチャネル／ビデオクリップ | GSM／3Gローミング（WORLD WING） | プッシュトーク                         |
| FOMAハイスピード           | GPS／ケータイお探し                 | デコメール／デコメ絵文字        | iチャネル                              |
| 着もじ                     | テレビ電話／キャラ電                | 電話帳お預かりサービス          | フルブラウザ                           |
| おまかせロック／バイオ認証 | 外部メモリーへiモードコンテンツ移行 | トルカ                          | iC通信／iCお引越しサービス             |
| きせかえツール／マチキャラ | バーコードリーダ／名刺リーダ        | 2in1※                           | エリアメール                           |

※BモードのメールはWebメールとなる。

### プリインストールiアプリ
- 翻訳アプリ「しゃべって翻訳 for D」
- 地図アプリ
- Gガイド番組表リモコン
- DCMXクレジットアプリ
- ケータイクレジットiD
- FMラジオMusicサーチ
- 体感！珍さんの釣り物語
- FOMA通信環境確認アプリ
- タマラン
- ケータイ!日本語テスト明鏡クイズ編
- 楽オク出品アプリ2
- iアプリバンキング
- 簡単！デコメっちゃ

### ワンセグ機能
- EPG（録画予約も可）
- 外部メモリ（microSD）への録画
- 字幕放送
- マルチウィンドウ
- FMトランスミッターによるワイヤレス音声出力（ワンセグの他にもミュージック、iアプリにも対応）
- 液晶に表示される画像や映像コンテンツを、より自然で鮮やかな色調に自動変換する「Natural Color Matrix」
- 連続視聴時間 約4時間（ECOモード時：約4時間10分）

## テレビCM
テレビCMは、「スライドはフルスペックへ、The Premium Slide.」と謳っていた。

## 歴史
- 2007年9月3日 - 連邦通信委員会（FCC）通過
- 2007年9月6日 - 技術基準適合証明（TELEC）通過
- 2007年9月26日 - 電気通信端末機器審査協会（JATE）通過
- 2007年11月1日 - D905i・D705i・D705iμ・F905i・F705i・N905i・N905iμ・N705i・N705iμ・P905i・P905iTV・P705i・P705iμ・PROSOLID μ・SH905i・SH905iTV・SH705i・SO905i・SO905iCS・SO705i・L705i・L705iX・NM705iの開発が発表。
- 2007年11月26日 - 発売開始
- 2007年12月11日 - 1回目のソフトウェアの更新
- 2008年3月11日 - 2回目のソフトウェアの更新

## 不具合
- 2007年12月11日に以下の不具合の修正と改善がソフトウェアの更新でなされた。（参照）D905iのソフトウェアアップデート情報
  - ケータイクレジットiDにおいて、カード情報設定やカードアプリからのパスワード設定、ネット決済によるショッピングといった操作を行なうと、「iDアプリが見つかりません」というエラーが表示され、操作が完了しなくなる不具合。
- 2008年3月11日に以下の不具合の修正と改善がソフトウェアの更新でなされた。
  - Music&Videoチャネルおよび、ビデオクリップをダウンロードし、保存したデータを再生すると、音声と映像がずれることがある。
  - GPS対応iアプリなどを利用して、現在地確認（GPS測位）を行った際、特定条件下において、測位できずに、「今いる場所の確認に失敗しました。」と表示される場合がある。
  - 待受け画面の電池マークがきせかえツールにて設定したものと違う表示になる場合がある。
  - エリアメール受信設定画面の説明文を変更。
- 2008年11月5日に以下の不具合の修正と改善がソフトウェアの更新でなされた。
  - 電波状態の悪い環境で iアプリ、ICアプリのダウンロードやバージョンアップ実施後に、「αエラーが発生しました」というメッセージが出て、アプリの起動ができない場合がある。